# 绍兴金帝银泰城
绍兴金帝银泰城是位于浙江绍兴越城区解放南路777号的大型商业综合体，为绍兴首座大型商业综合体。包括购物中心、金帝惠坊街、精装酒店式公馆&SPA酒店，由金帝集团（位于杭州萧山的地产公司）与银泰商业集团联合打造，总投资超25亿元。2014年12月商场开业。

## 简介
银泰城东临解放路、西接环城南路、南靠惠风路、北至和畅堂。总建筑面积25万平米，由美国保罗·卢卡兹（Paul Lukea）团队设计。其中购物中心面积12.3万方，有地上5层、地下2层。

## 周边
- 绍兴文理学院（河西校区），位于银泰城西侧